# PSG Zlín
PSG Zlín är ett ishockeylag som spelar i Extraliga i Tjeckien. Deras hemmaarena heter Ludka Čajky Stadion. De har vunnit Extraligan år 2004 och 2014. Tränaren heter Ernest Bokroš.
Martin Erat spelade i laget säsongen 2004/2005.